# (90817) Doylehall
(90817) Doylehall est un astéroïde de la ceinture principale.

## Description
(90817) Doylehall est un astéroïde de la ceinture principale. Il fut découvert le 1er septembre 1995 à Haleakala par l'observatoire AMOS. Il présente une orbite caractérisée par un demi-grand axe de 2,71 UA, une excentricité de 0,13 et une inclinaison de 7,3° par rapport à l'écliptique.

## Compléments